# Вьюк

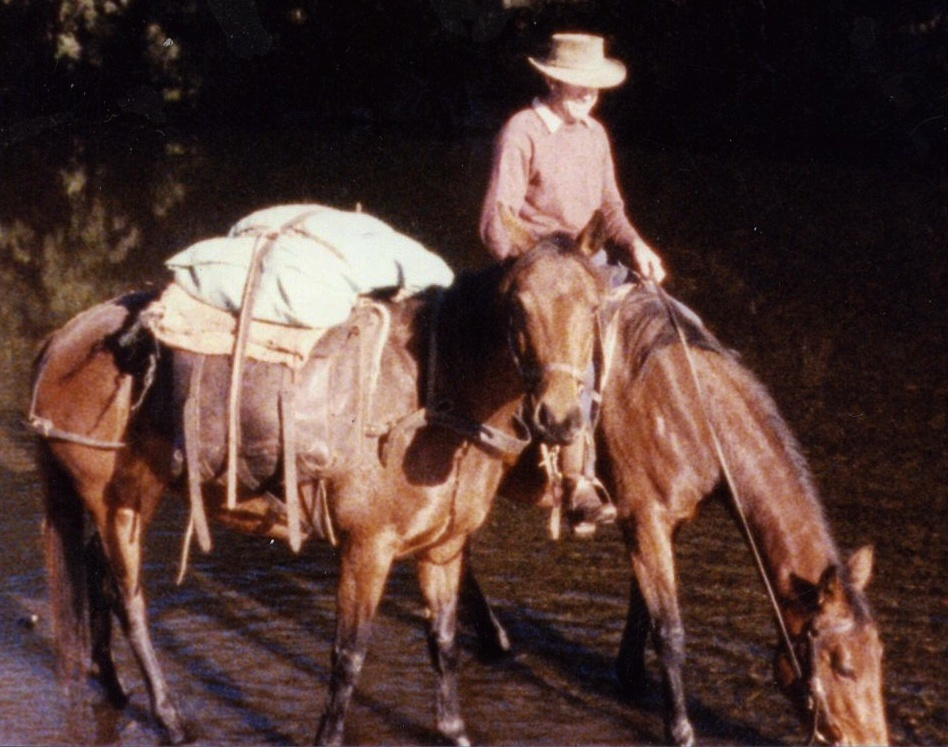
Навьюченная лошадь.

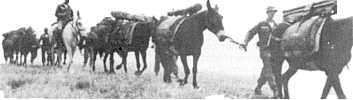
Обоз вьючных животных (мулов) ВС США.

Вьюк — ноша животного, кладь, специально подготовленная для укрепления и перевозки вьючным животным.
У турок — Йюк. Погонщик, приставленный к вьюкам или к вьючному обозу называется Вью́чник.

## История
Один из инструментов вьючной поклажи — перемётная сума (сумка с возможностью крепления на спине вьючного животного: лошади, осла, мула).
Технологии сооружения вьюков включали в себя технологии эргономичности по отношению к вьючным животным. Поклажа не должна была приводить к повреждениям и травмам животных. Это привело к созданию искусства упряжи.
Возможно, вследствие невероятной технологичности операции переноса груза с одного животного на другое, образ «перемётная сума» вошёл в устойчивые фразеологические обороты и означает человека, который легко меняет свою точку зрения.

## Виды
Ноша (кладь) обычно укладывается на две равные половины для навьючки подъёмного скота, и называется:
- верблюжий вьюк:
  - на одногорбого верблюда и нара — 20 пудов и более;
  - на двугорбого верблюда — 16 пудов;
- на лошака или осла, а также на лошадь 5 — 7 пудов.
- аптечный вьюк — вьюк, установленный только в горной артиллерии Русской армии[6].